# 누드 모델 (1991년 영화)
누드 모델(La Belle Noiseuse, The Beautiful Troublemaker)은 프랑스에서 제작된 자크 리베트 감독의 1991년 드라마 영화이다. 제인 버킨 등이 주연으로 출연하였고 피에르 그리스 등이 제작에 참여하였다.

## 출연

### 주연
- 제인 버킨
- 엠마누엘 베아르
- 마리안느 데니코트

### 조연
- 마리 벨뤽
- 마리-끌로드 로저
- 레일라 레밀리
- 데프니 굿펠로우
- 수잔 로버트슨
- 미첼 피콜리
- 데이빗 버즈테인
- 질스 아보나
- 버나드 듀포어

## 제작진
- 원작자: 호노르 드 발작
- 제작팀장: 모리스 탱샹
- 미술: Manu De Chauvigny
- 의상: 로렌스 스트러즈